# Jean-Baptiste Oudry

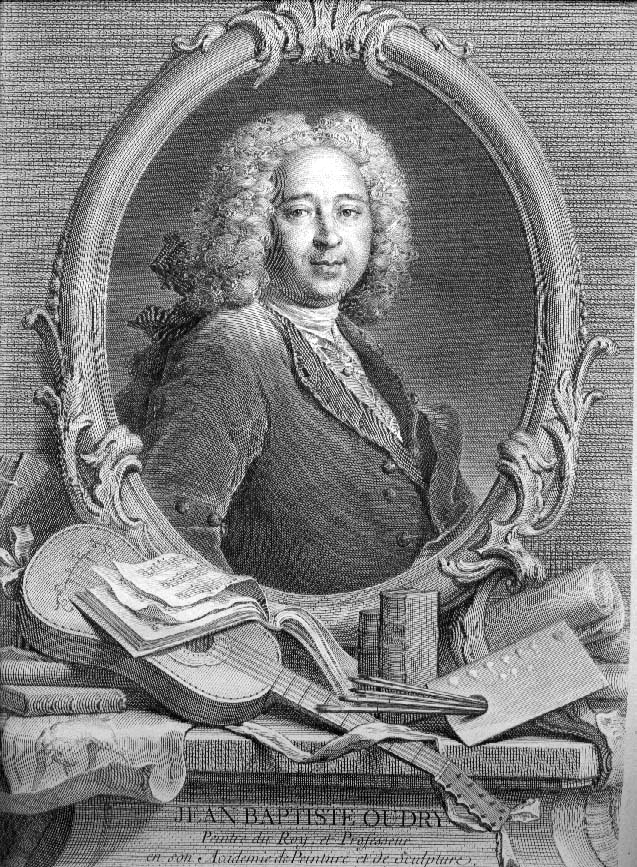
Retrat de Jean-Baptiste Oudry.

Jean-Baptiste Oudry (París, 17 de març de 1686 - Beauvais, 30 d'abril de 1755), fou un pintor, gravador i dissenyador de tapissos del Rococó francès. És especialment conegut per les seves obres d'animals i escenes de caça.

## Biografia
Oudry era fill de Jacques Oudry, un pintor i marxant d'art de París i de Nicole Papillón, parent del gravador Jean-Baptist-Michel Papillon.
El seu pare era director de l'escola d'art Académie de St-Luc, a la qual va assistir Oudry. Al començament Oudry estava més interessat pels retrats, i va passar a ser deixeble de Nicolas de Largillière. Als 22 anys es va graduar el 21 de maig de 1708, al mateix temps que els seus dos germans més grans, i es va casar amb Marie-Marguerite Froissé el 1709.
Oudry va passar a ser professor ajudant de l'Académie de St-Luc el 1714, i professor l'1 de juliol de 1717. Va entrar a la prestigiosa Académie Royale de Peinture et de Sculpture el 1719, on va començar a donar classes el 1743.
Va patir dos atacs d'apoplexia consecutius. El segon li va deixar paralitzat i poc després va morir. Va ser enterrat a l'església de Saint Thomas de Beauvais, demolida el 1795. El seu epitafi a l'església es va perdre amb la demolició, però més tard va ser trobat i traslladat a l'església de Saint Etienne.
El seu fill, Jacques-Charles Oudry, també va ser pintor.

## Obres

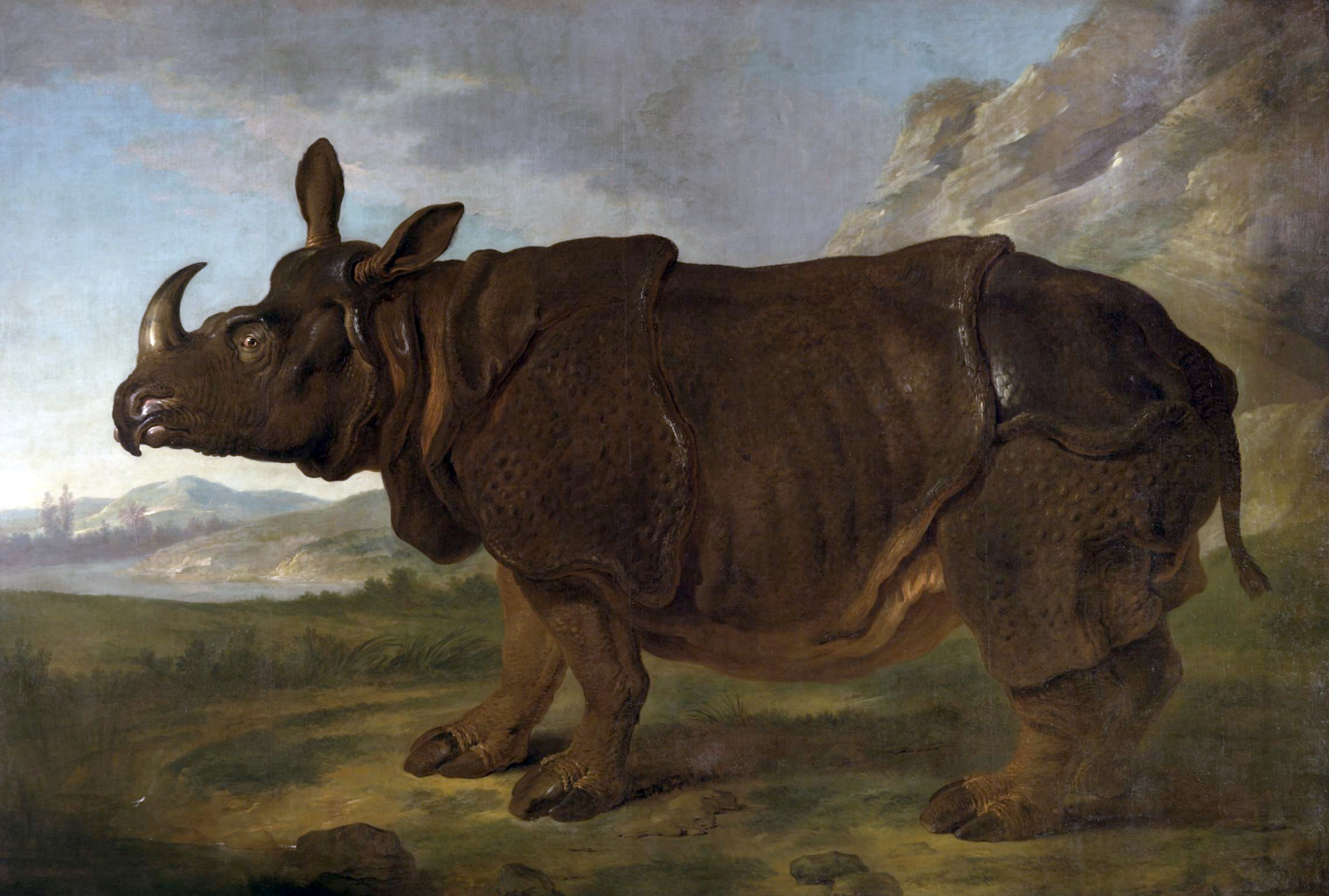
Clara el rinoceront

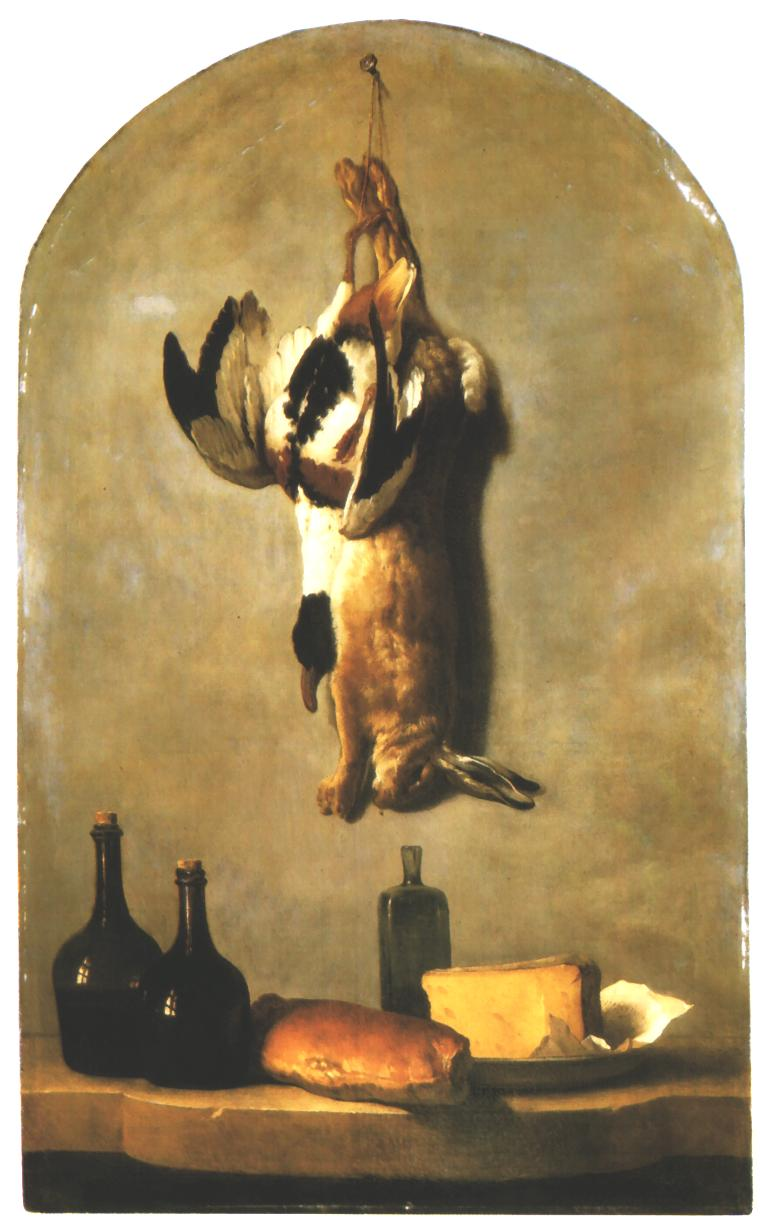
Natura morta al Museu del Louvre

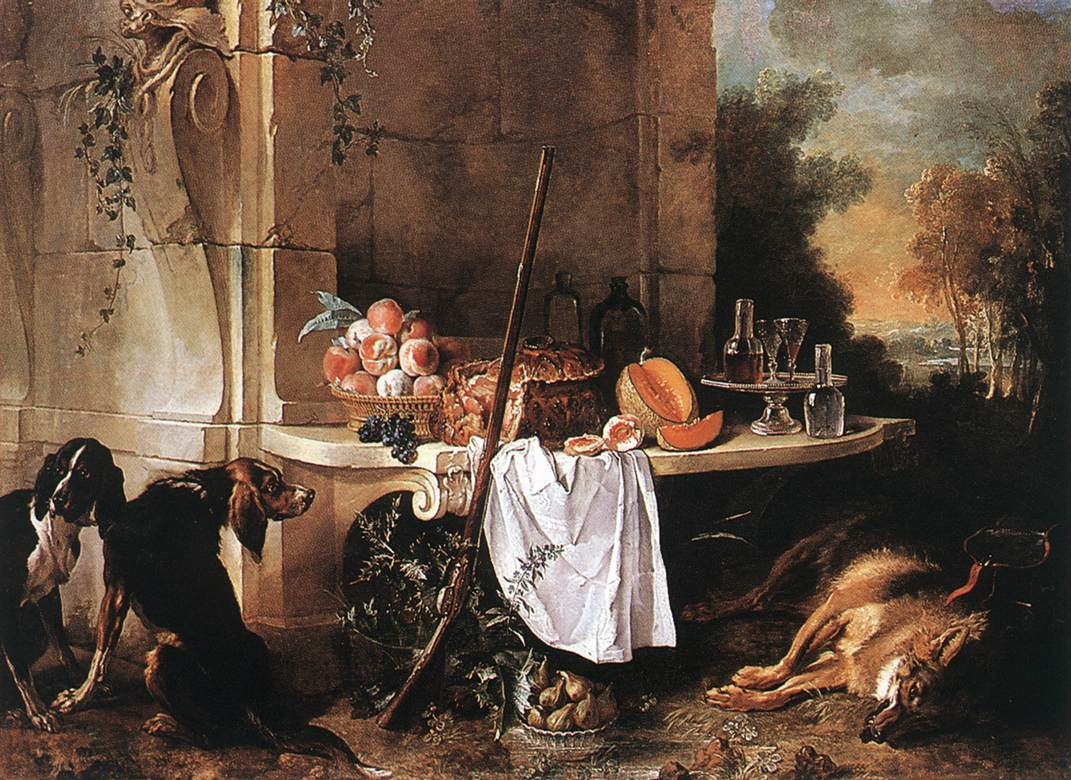
1721.

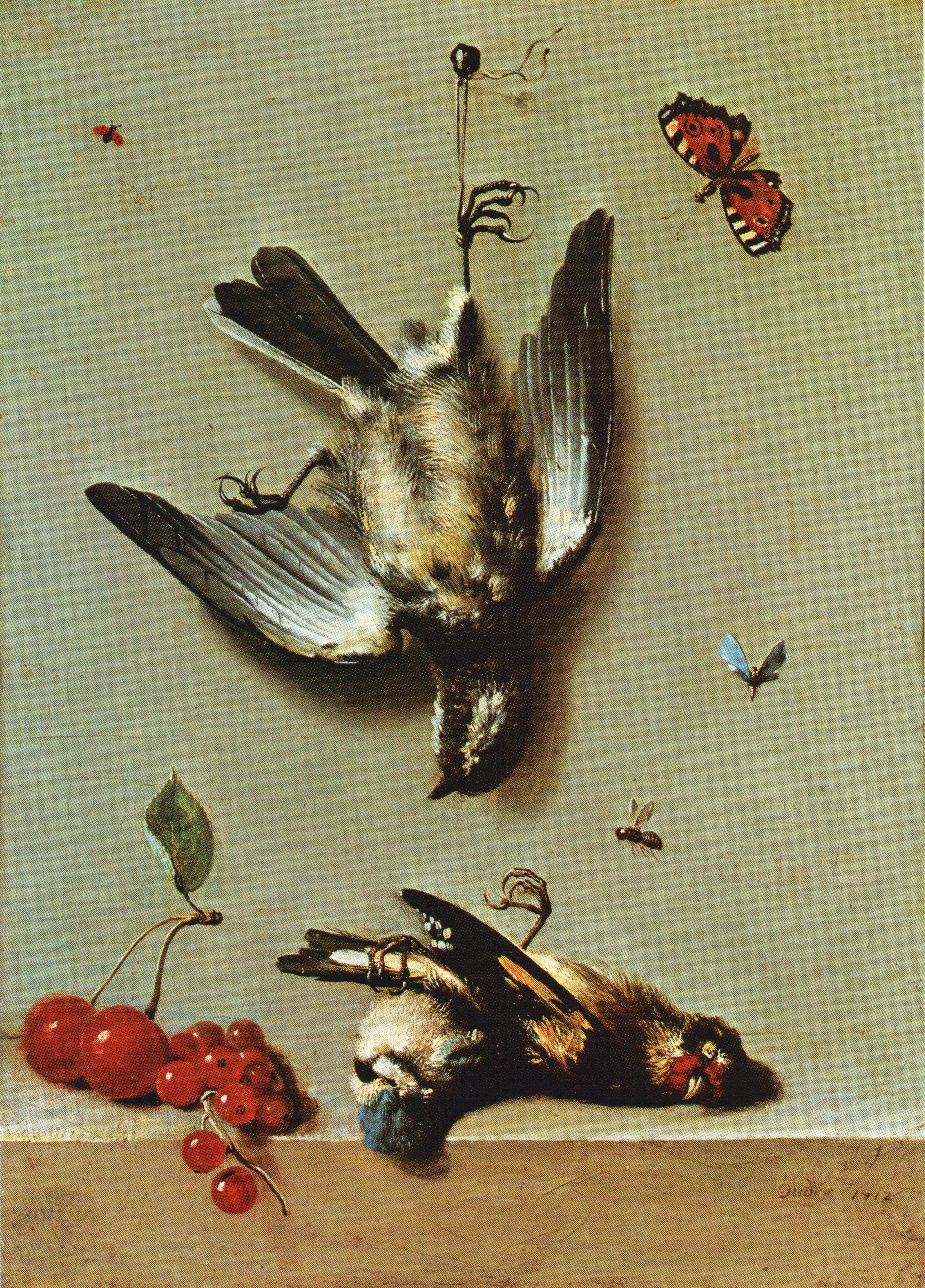
Natura morta amb ocells i cireres.

Després de treballar en molts retrats Oudry va començar a pintar fruites i animals estàtics, i pintures de temàtica religiosa, com la Nativitat, Sant Egidio i l'Adoració dels Reis Mags.
Mitjançant el seu amic Jean-Baptiste Massé, un miniaturista i pintor de retrats, Oudry va ser presentat al Marquès de Beringhem, responsable dels estables reials, del rei Enric IV,per al que va pintar un parell de quadres el 1727. A través d'aquesta connexió va aconseguir que li demanessin moltes obres per al rei, que era un apassionat de la caça i va anomenar a Oudry pintor oficial de la caça reial. Se li va parar un taller al Palau de les Teuleries i un habitatge al Louvre.
M. Hultz, un conseller de l'Académie de Peinture, li va demanar la producció d'un bodegó o una combinació de natura morta sobre plats, gerros i fruites. L'obra es va exposar al Saló de París de 1737. Oudry va demanar pel seu treball deu pistoles (paraula francesa per a la moneda de dos escuts espanyola), però Hultz va insistir a pagar-li vint-i-cinc. Més tard se li va demanar pintar un bodegó per a Lluís XV (exposat al Saló de 1743), que va anar a parar al château de Choisy, la residència de caça favorita del rei.
M. Hultz va recomanar a Oudry a Louis Fagon (1680-1744), un intendant des finances i col·leccionista de llibres, I Oudry va decorar les seves cases de Vauré i Fontenay-aux-Roses amb arabescs, flors i ocells. Es va encarregar a Fagon que tornés llustre a la tapisseria de Beauvais, que havia cobrat importància amb Jean-Baptiste Colbert, i va delegar aquesta feina a Oudry i el seu associat, Besiner, el 1734. Va assolir molt èxit amb aquesta feina, en la qual s'enriquiria. El seu èxit el va conduir a ser anomenat inspector de la manufactura de Gobelins el 1736, on els seus treballs prendrien forma en tapissos. Durant quasi tota la dècada de 1730 es va concentrar a produir dissenys per a tapisseria.
Va emprar una cambra fosca en un intent d'accelerar el procés de produir paisatges, però va abandonar l'intent quan va veure que la perspectiva i els efectes de la llum no quedaven correctament concretats.
Encara que Oudry va produir excel·lents escenes d'animals i caça també va pintar retrats, obres històriques, paisatges, fruites i flors, va imitar baixos relleus en obres a tinta que va anomenar en camaïeu, va emprar la pintura al pastell i va produir aiguaforts. Sovint se li enviaven exemplars d'ocells estranys perquè les dibuixés.
Va rebutjar ofertes per treballar per al Tsar i per al Rei de Dinamarca perquè preferia romandre a França. Va perdre alguns dels seus càrrecs quan Fagon va ser succeït per de Trudaine.